# معركة بايون
شهدت معركة بايون (14 أبريل 1814) قيام حامية بايون الفرنسية بقيادة الجنرال بيير ثوفينوت بإطلاق طلعة ضد قوة محاصرة من القوات البريطانية، والبرتغالية، والإسبانية بقيادة الفريق جون هوب. وشكل القتال آخر معركة رئيسية في حرب شبه الجزيرة وحدث بعد وصول أنباء غير رسمية عن تنازل نابليون عن العرش في 4 أبريل لصالح القوات المعارضة. أسباب ثوفينوت لبدء الطلعة غير واضحة لأنه لم يكن هناك ما يكسبه الفرنسيون عن طريق القتال. بعد أن تمتع الفرنسيون بالنجاح الأولي، أعادتهم قوات الحلفاء إلى داخل بايون مع خسائر فادحة على كلا الجانبين.
بدأ الحلفاء حصار بايون من خلال شن عملية برية وبحرية معقدة سدت مصب نهر أدور من بايون. واجهت مواقع الحلفاء بالفعل الجانب الجنوبي من بايون، لذا فإن عبور نهر أدور سمح لقوات هوب بإغلاق الجانب الشمالي من بايون، ومحاصرة المدينة بالكامل. بمجرد محاصرة بايون، استمر الحصار بخمول على كلا الجانبين. اشتمل القتال في 14 أبريل على قتال عنيف بالأيدي. استمر الحصار وفي 17 أبريل، وقع الجيش الفرنسي الميداني بقيادة المارشال جان دو ديو سول هدنة مع آرثر ويلزلي، دوق ولنغتون الأول. وظل ثوفينوت يقاوم حتى أجبرته الأوامر المباشرة من سول على احترام وقف إطلاق النار.

## الخلفية

### عمليات
بعد أسبوع من انتهاء معركة نيف في 14 ديسمبر 1813، بدأت أمطار غزيرة في المنطقة المحيطة ببايون. على الرغم من أن المواقع الأمامية لكل جيش حول بايون كانت على مقربة من بعضها البعض، لم يحاول أي جيش القيام بأي عمليات. حث الحليف الروسي دوق ولنغتون على الاستمرار بالحملة لكن الأخير رفض القيام بذلك طالما استمرت الظروف الجوية السيئة. وأشار إلى أن إصدار أوامر لجيشه بالسير في ظل هطول الأمطار الغزيرة «إهدار لا طائل منه لطاقة الرجال». استمر الوضع ساكنًا حتى منتصف فبراير 1814. امتثالًا لأوامر الإمبراطور نابليون، أرسل المارشال سول فرقتين من المشاة ونصف سلاح الفرسان إلى حملة شمال شرق فرنسا. حاول سول تحفيز المدنيين الفرنسيين المحليين لبدء حرب عصابات ضد جيش الحلفاء. باءت جهوده بالفشل وتحركت قوات التحالف بأمن نسبي داخل الأراضي الفرنسية المحتلة.